# Templo Ong Teu Mahawihan
Wat Ong Teu Mahawihan (Templo del Buda Pesado) es uno de los muchos monasterios budistas de la ciudad de Vientián en Laos. Este nombre se le da al templo debido a la gran imagen de bronce del Buda Phra Ong Teu que se encuentra en el templo: el Buda más grande de Vientián. Este templo fue construido inicialmente por el rey Setthathirath I en el siglo XVI (conocido como la edad de oro del budismo en Laos) cuando Laos estaba siendo bombardeado por los birmanos, pero luego fue demolido durante una invasión extranjera. Por lo tanto, es posible que haya pasado por muchas reconstrucciones durante los siglos XIX o XX hasta alcanzar el aspecto que tiene hoy.
Aunque este templo fue creado en Vientián, tiene la forma básica de lo que se conoce como el "estilo de Luang Prabang I", con su escaso uso de ladrillos y un cuerpo de forma rectangular.  
Se dice que Wat Ong Teu fue ubicado a lo largo de un punto cardinal de acuerdo con otros tres templos, pero eso puede ser solo una coincidencia.

## Historia
Después de ordenar el traslado de la capital de Laos desde la ciudad de Luang Prabang a Vientián, el rey Setthathirath I construyó muchos monasterios como Pha That Luang y Haw Phra Kaew. La razón por la que se construyó este wat (templo en lao) fue porque Setthathirat I deseaba crear la imagen de Phra Ong Teu que se colocaría allí y tener el templo como su vivienda. Habría otras seis esculturas de esta imagen en otros monasterios, pero Wat Ong Teu Mahawihan contiene la primera.  Dado que este período se conoce como la edad de oro, el wat evolucionaría hasta convertirse en un complejo con un sim (sala de ordenación), un ho rackhang (campanario), un ho kong (torre de tambor), una that (estupa) y un kuti (vivienda de los monjes). Cada una de estas partes del complejo comparte el motivo artístico de la arquitectura del wat central.
El uso original de este wat era para ceremonias de lealtad al rey.  Sin embargo, en el siglo XVII, Souligna Vongsa, como rey, transformó el templo en un centro de aprendizaje budista para "enseñar, iluminar e inspirar a los fieles". Se convirtió en una escuela para monjes que venían de todo el sudeste asiático para estudiar el dhamma. Esto se hace evidente porque los países vecinos de Laos enviaron a sus monjes a Vientián para estudiar esta religión. Esta función es más comprensible para Wat Ong Teu ya que hay muchos detalles que dan la sugerencia de que fue un centro de aprendizaje.

### Reconstrucción
Cuando Siam saqueó Laos en 1827-28, casi todos los monasterios de Laos, incluido Wat Ong Teu, fueron destruidos. La situación empeoró aún más cuando los bandidos de Ho intentaron saquear Vientián nuevamente para llevarse el oro de distintos edificios religiosos, incluyendo el Templo Wat Ong Teu.
En 1900, tras el establecimiento del tratado franco-siamés en 1843, los franceses eligieron Vientián como su capital y comenzaron la reconstrucción de sus templos, incluido Wat Ong Teu. Como complemento, los franceses pudieron haber creado una escuela, con el mismo formato y apariencia que el resto del complejo, para ejemplificar aún más la función de Wat Ong Teu como lugar de estudio. El Instituto Budista Lao fue creado en 1929 y todavía hoy funciona como escuela para la religión budista Theravada. 

## Arquitectura
En retrospectiva, la influencia en el estilo del templo original se puede rastrear predominantemente a la India, aunque no directamente. Indochina formaba parte de la esfera de influencia de la India, conocida por George Coedès como la «indianización del sudeste asiático». La religión y las costumbres de la civilización india llegaron «de manera profunda pero pacífica» a los habitantes de esta región, especialmente gracias a los matrimonios entre hombres indios y mujeres locales. Sin embargo, Laos no era un país en esa época. El reino de Lan Xang (conocido como ' la tierra del millón de elefantes') no se estableció hasta mediados del siglo XIV de la era común, unos años después de que todo contacto directo con la India se redujera por completo. En cambio, el Wat Ong Teu original tomó sus rasgos de otras ideas mixtas de arquitectura de los países vecinos que se establecieron antes del siglo XIV. En esencia, las nociones variantes de estos países del sudeste asiático sobre la arquitectura budista Theravada de la India, como Camboya, influyeron en las ideas de cómo se representaría Wat Ong Teu.
Aunque Laos tomó prestadas tradiciones de estas otras culturas, el siglo XVI marcó un nuevo comienzo para el pueblo laosiano, una época dorada. De este modo, Wat Ong Teu conserva la mayoría de las características budistas laosianas y solo detalles menores de las influencias circundantes.
Después de la destrucción del templo, se perdieron algunas de las técnicas utilizadas para crearlo, pero gran parte no se olvidó. Durante la reconstrucción del templo se combinaron técnicas modernas con las antiguas, especialmente en lo que se utilizó para fortificar las paredes y el techo.  El resultado fue un estilo nuevo y rico que es exclusivo de la arquitectura de Laos. Esto se debe principalmente a que la reconstrucción moderna realizada por los franceses mantuvo una sincera adhesión a estas nociones laosianas ya establecidas sobre la estética del templo, con algunas libertades artísticas, ya que Laos en ese momento era un protectorado de Francia. 

## Exterior de la sala de ordenación

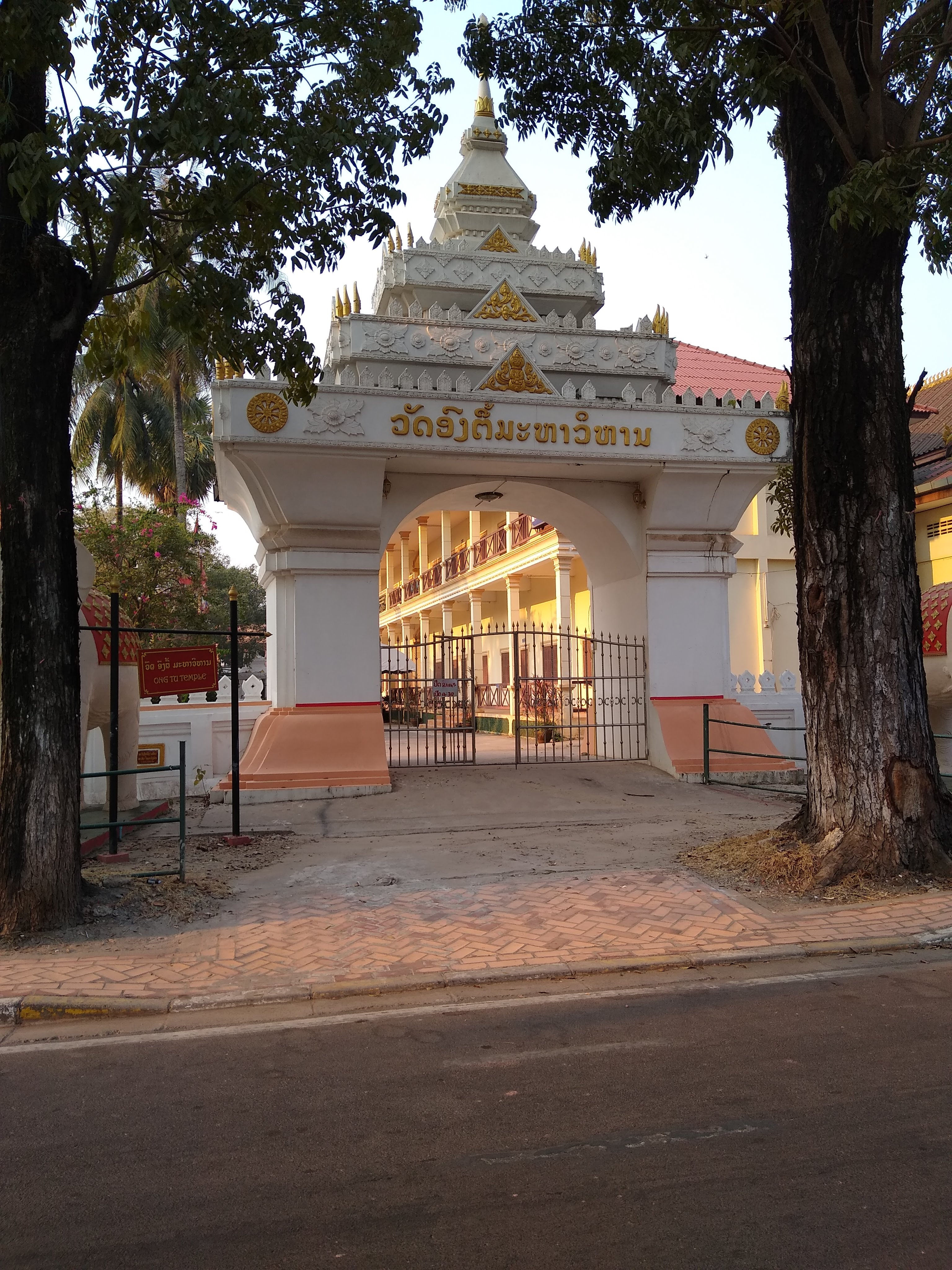
Una de las puertas de entrada

Un arco de varios niveles sirve de entrada al complejo. Es una miniatura comparada con la de Pha That Luang. La funcionalidad de este arco aparentemente simple es similar a la de la torana, o puerta, de la cultura india. La torana servía como paso entre el terreno secular y el terreno sagrado. La diferencia es que este arco no tiene ninguna imagen para que una persona pueda meditar y no implica circunvalar una estupa. Esta característica puede estar presente en todos los templos y estupas de Laos, especialmente en la creación arquitectónica más famosa del rey Setthathirat, Pha That Luang .

### Entrada principal

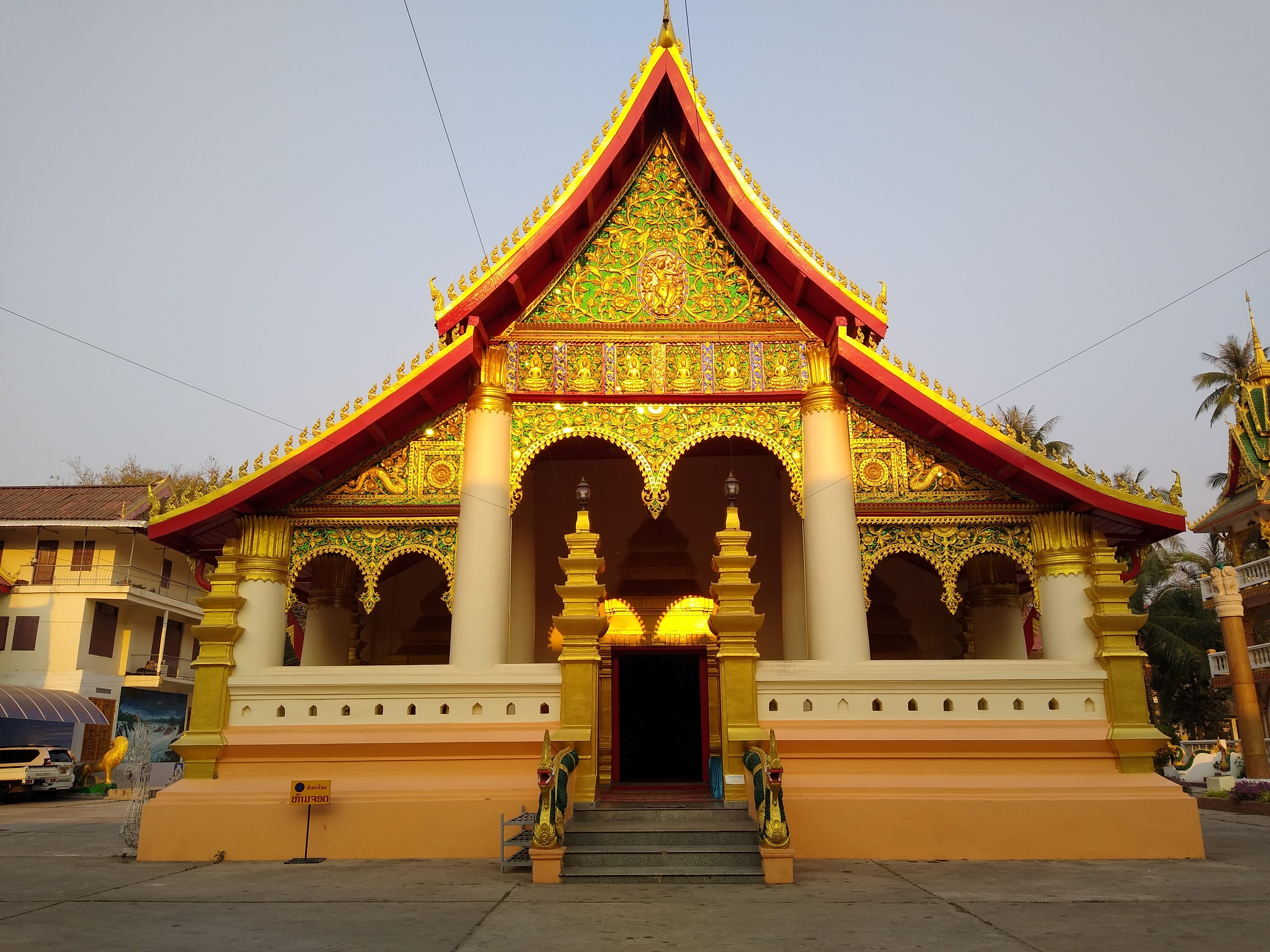
Entrada al Wat Ong Teu

Se sabe que la entrada a Wat Ong Teu tiene muchas excentricidades que son propias de Laos y de ningún otro templo budista en Asia. Justo antes de subir las escaleras en la parte delantera del templo, se puede encontrar el friso que es extremadamente barroco, resaltando este estilo laosiano. El fondo verde brilla mientras muchas hojas de parra talladas y doradas se curvan sin ningún orden o patrón aparente. Este motivo se repite a lo largo de toda la parte frontal del templo, incluso rodeando a los seis pequeños Budas que se encuentran justo debajo del friso. Este follaje puede ser una alusión a la flor de loto, que es un símbolo anicónico del Buda. 
Otra característica lao de los monasterios es el arco doble apuntado que flanquea a los seis Budas. Hay muchas variaciones de esta característica, pero el arco de Wat Ong Teu es el más simplista estéticamente.
Una de las características más autóctonas de Laos es la Naga, o serpiente de agua mítica, que actúa como guardiana de la entrada. La Naga era ampliamente conocida en el sudeste asiático antes de que llegara el budismo a la región. Simbolizarían al dios hindú Shiva, representando la destrucción y la renovación. La relación entre ellos y el Buda se encuentra en la historia de Siddhartha bajo el árbol Bodhi. 
Esta podría ser la segunda área por la que se pasaría de un terreno menos secular a un terreno completamente sagrado. Aunque los nagas suelen verse con múltiples cabezas. La versión del Naga de Wat Ong Teu tiene una sola cabeza con un cuerpo verde brillante estirado.  Hay tres conjuntos de Nagas que dan acceso a la misma área tipo patio frente al templo. Los postes perpendiculares a estos Naga se asemejan al tipo de pagoda o torre que uno vería en Laos. 

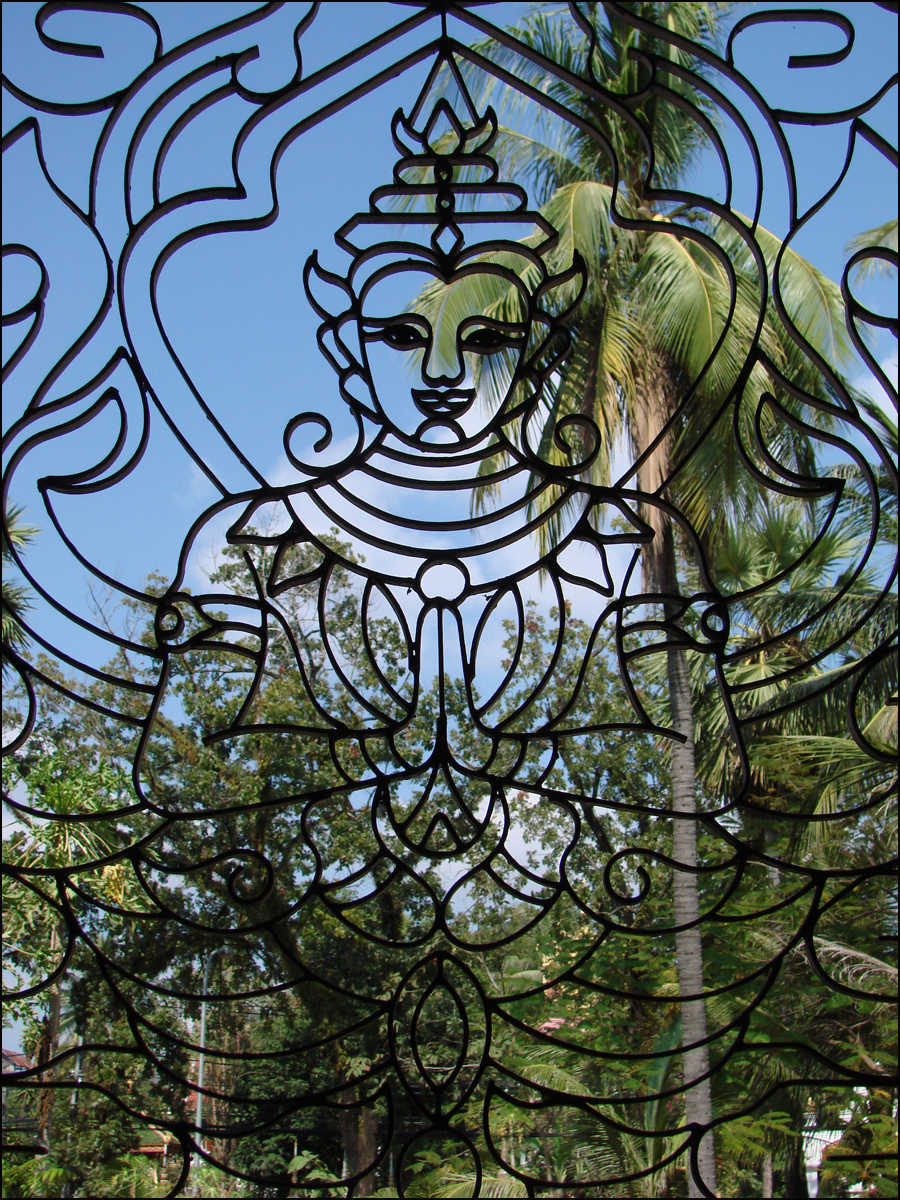
Una imagen en una de las ventanas.

Las puertas y ventanas son de madera y están decoradas con numerosas hojas y tallos que se enroscan esporádicamente. Todas estas imágenes están talladas, pintadas de rojo y doradas para que la puerta y las ventanas parezcan hechas de metal.  Cada una de las ventanas y la puerta tienen diferentes imágenes de Buda ya sea directamente o mediante representación anicónica. Algunos de ellos pueden representar evidentemente un Jataka, o historia contada de una de las encarnaciones pasadas del Buda. 

### Techo

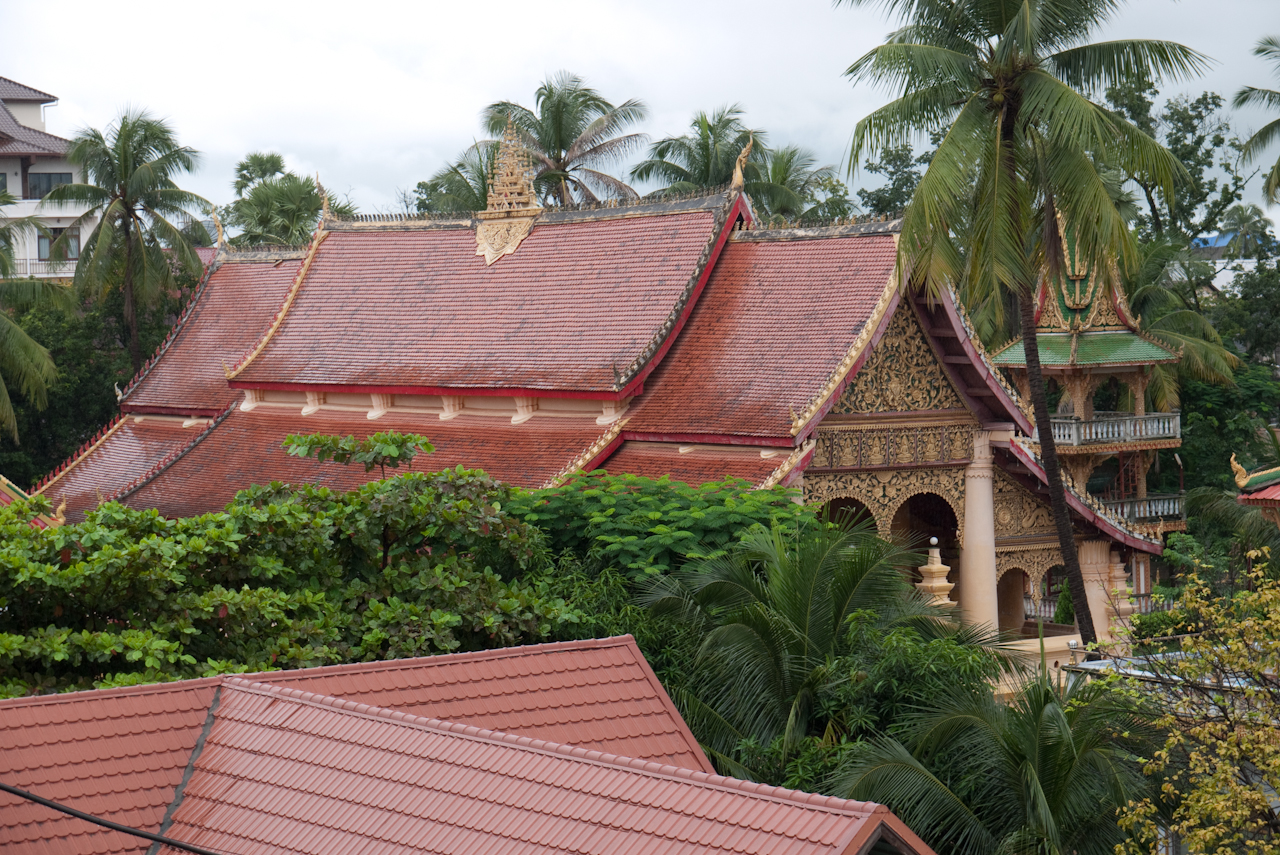
El techo de Wat Ong Teu Mahawihan.

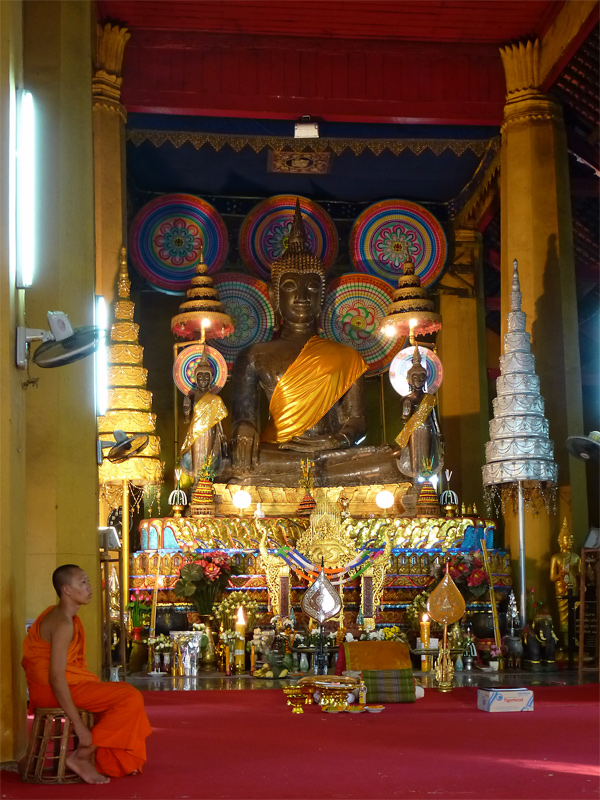
Los tres Budas Phra Ong Teu.

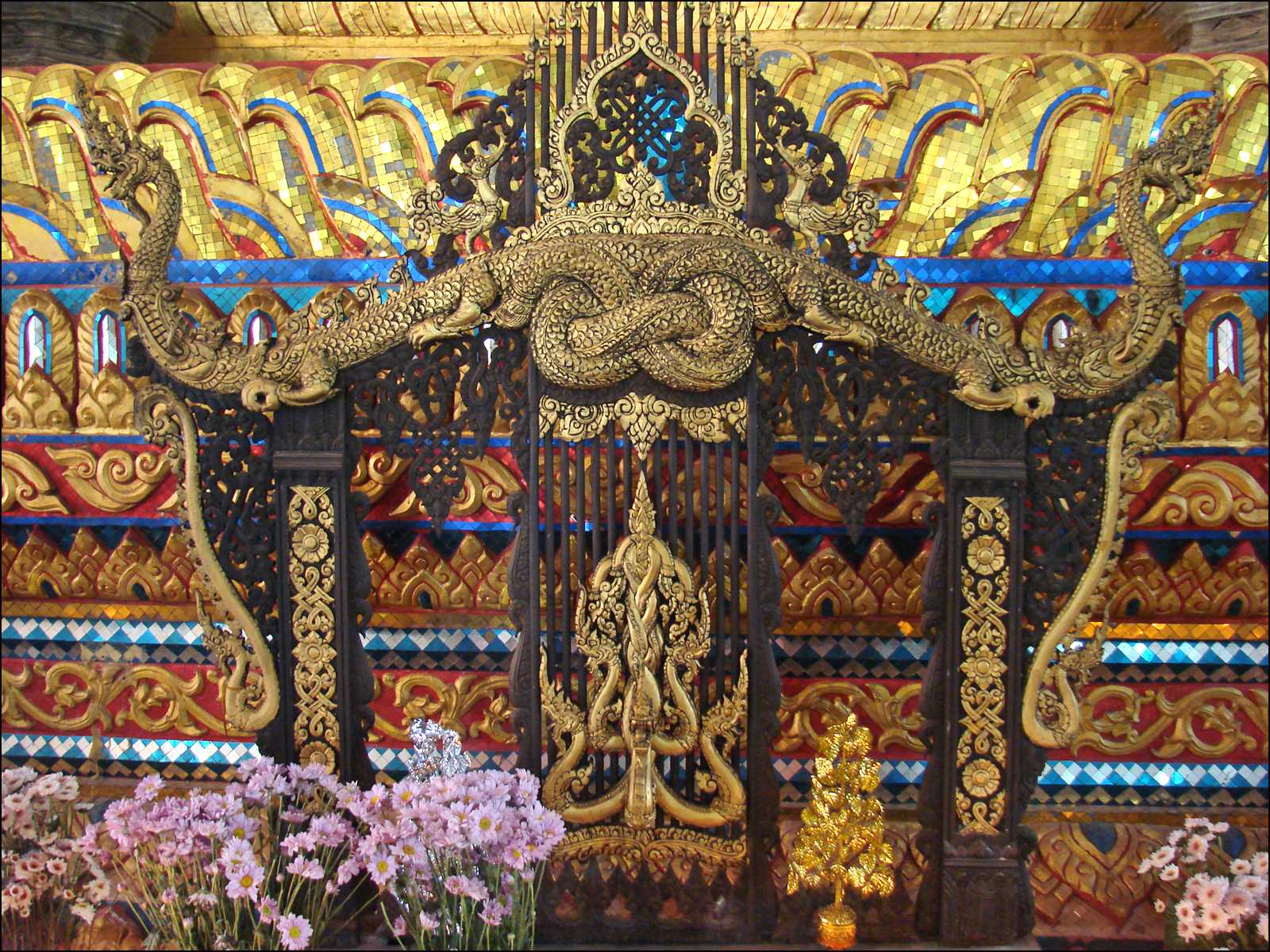
Detalles del pedestal dorado.

Aparentemente la parte más intrincada del exterior de Wat Ong Teu es su techo. Ilustra una miríada de estilos de toda Asia que se combinan de una manera extraordinariamente armoniosa.
Una característica comúnmente utilizada en Asia es la de los techos curvos. Este enfoque no lineal fue originado en China, dónde los arquitectos pensaban que los espíritus malignos despreciaban las líneas curvas, por lo que daban un efecto apotropaico al templo. Las ideas laosianas sobre el techo curvo también deberían haber sido similares a las de China. Este aspecto es especialmente importante cuando la función principal de este templo es enseñar la religión budista. Los estudiantes que aprenden el budismo deben estar especialmente protegidos de los males del mundo exterior.
Una característica interesante son los múltiples tejados que descienden más allá de los límites del muro en una pendiente. Este aspecto es exclusivo de Laos. En concreto, hay tres o cuatro cubiertas superpuestas, estando las dos cubiertas inferiores sostenidas por columnas desde el interior del templo. Se desconoce el motivo de este intrincado diseño, pero puede ser otro aspecto de protección porque varios techos podrían causar confusión entre los espíritus malignos.
La decoración de la aguja de piedra con discos apilados, superpuestos y de tamaño decreciente en el centro de la quilla es definitivamente un elemento budista. Se sabe que antes de que Buda alcanzara la iluminación, siempre estaba cubierto con sombrillas para indicar su condición de príncipe. Por lo tanto, no es raro ver una aguja con forma de sombrilla en la cima de este templo. Otras decoraciones en forma de llama, llamadas chaw faa (grupos celestiales), que recubren los bordes y vértices del techo se utilizan con frecuencia en Laos. Esta puede ser otra cualidad que enfatiza el efecto apotropaico del techo.

## Interior de la sala de ordenación
El exterior puede tener muchos detalles que se utilizan para protección y atracción, pero el interior no refleja la misma complejidad. En el templo, los suelos están abrillantados y las paredes y el techo están pintados con los mismos colores que el exterior. Hay una alfombra roja que está perfectamente alineada desde el medio hasta la parte posterior del sim donde reside la imagen de Phra Ong Teu. Los objetos más intrincados del templo son las columnas que sostienen el techo. Es posible que hayan sido diseñados para parecerse a flores de loto de gran tamaño que han crecido desde el suelo para sostener el techo del templo. Esto puede ilustrar el mundo natural sobre el cual el Buda hubiera querido enseñar a sus seguidores.

## Técnicas modernas
Una vez que Laos se convirtió en un protectorado francés y comenzó la reconstrucción, es posible que se hayan tomado muchas libertades en algunos de los detalles minuciosos del templo, pero la mayoría de los atributos esenciales del templo siguen siendo similares a la construcción original. Un cambio muy importante está en la piedra y madera cuidada que fortifica la estructura del templo. Los soportes están incluidos en este uso de madera preservada. Hay soportes en el exterior y el interior. Sin embargo, las columnas son los objetos que proporcionan el mayor soporte a las cubiertas de tres o cuatro niveles, por lo que se tratan con más cuidado que las ménsulas. Por lo tanto, en esencia, el enfoque moderno consiste más en una técnica de postes y dinteles que en el uso de ménsulas. La falta de materiales no perecederos antes del dominio francés sobre Laos es un indicio de su débil gobierno. 
Algunos detalles (que suelen verse en países desarrollados de Europa y América del Norte) incluyen pequeños candelabros colgantes, así como ventiladores colocados en cada columna que recubre el sim. Estos simples toques parecen emitir una disminución de la sacralidad para la cual el templo fue creado originalmente, pero puede que no sea una desviación completa de la creencia.
Es posible que la mayoría de las técnicas modernas estuvieran pensadas para el complejo circundante y no para el monasterio en sí. El tema central de todos estos edificios y torres sigue siendo fiel al de Wat Ong Teu.

## Arte

### 'Buda pesado' acompañado de dos budas de pie
Estas esculturas originales residen en el sim del templo hacia la pared más alejada de la entrada. El Phra Ong Teu está hecho de una mezcla de metales, predominantemente bronce, y está asentado sobre un pedestal dorado que se fundió por separado. Es posible que la cabeza haya sido fundida por separado del cuerpo y ensamblada mediante técnicas de unión con lengüetas y ranuras, lo que demuestra la habilidad de la artesanía lao.  Los dos Budas de pie están conectados a sus respectivas plataformas. Estas esculturas están elevadas sobre una plataforma con un esquema de colores similar al resto del templo.
Más recientemente, estas esculturas están revestidas de tela de lino o seda, representando la ropa de color azafrán que suelen usar los monjes en Laos, con halos de colores neón colocados en la pared detrás de ellas. Esto puede agregar un efecto artístico a los Budas para que se pueda enfatizar un papel más prestigioso. Sin embargo, los artistas laosianos de esa época nunca consideraron estas u otras imágenes de Buda como arte, sino sólo como un medio para "educar e iluminar". Por lo tanto, el uso posterior de este templo como un lugar para un mayor aprendizaje del budismo Hinayana sería el propósito exacto que pretendían los artistas.
Es habitual ver al Iluminado solo o acompañado de bodhisattvas en una tríada, pero aquí las tres esculturas representan al Buda Phra Ong Teu. Los budas más pequeños tienen encima una sombrilla sujeta a un poste que sobresale detrás de ellos. El Buda principal tiene una sombrilla distintivamente rectangular que está fijada al techo. Estas sombrillas actúan de la misma manera que la sombrilla en la quilla del wat, pero las sombrillas que cuelgan sobre los Budas son más decorativas. La sombrilla rectangular que cuelga sobre el Phra Ong Teu es más un rasgo japonés que algo de Laos. El único registro de alguna interacción japonesa con Laos sería durante un período de cinco años en la Segunda Guerra Mundial. La única acción que provocaron fue la pasión nacionalista que el pueblo lao tenía en oposición a ellos. No se dedicó suficiente tiempo a influir en su arte sobre este Buda o el templo en el que se encuentra.
Hay muchas otras características del Buda Phra Ong Teu que son comunes en relación con el Buda codificado, pero aún tiene sus diferencias con el Lao. La primera imagen de Buda en Laos estuvo influenciada por el "estilo Pha Bang Khmer", pero comenzó a volverse más distintiva en el siglo XVI junto con la edad de oro. Por ejemplo, el cabello muy rizado que se muestra en el Buda principal recuerda mucho al estilo Gandhara de la India durante el período Gupta, que se refleja en el Pha Bang. Sin embargo, la hinchazón puntiaguda que sobresale de la parte superior de la cabeza de la imagen, que significa "conocimiento trascendente", expresa una idea exclusivamente lao. Este tipo de oleaje puede ser una faceta exclusiva de la imagen de Phra Ong Teu que creó el rey Setthathirat. Otros aspectos modificados de la imagen son los bordes afilados de las orejas con lóbulos largos, la longitud igual y extendida de los dedos de las manos y de los pies y la nariz ancha y afilada.
Hay algunos mudras, o gestos con las manos, que estos Budas representan. Estos gestos ilustran la influencia india. Los dos Budas de pie más pequeños tienen las manos en alto con las palmas hacia afuera, lo que significa valentía. El Buda Phra Ong Teu, en cambio, adopta dos mudras que aluden a los momentos justo antes de la iluminación de Siddhartha. En concreto, la mano izquierda se coloca en el regazo con la palma hacia arriba, hacia la cara, lo que representa la idea de la meditación. El gesto más grande que captura la Iluminación proviene de su mano derecha. Su mano descansa sobre su rodilla con los dedos extendidos hacia la tierra. Esto simboliza el llamado de la Tierra para proteger al Buda de Mara, la interpretación india del diablo. Esto puede entonces conectarse con el Naga que fue conjurado para ayudar a Siddhartha en su camino hacia la Iluminación. Al crear esta imagen, el rey Setthathirat I demostró su adhesión al budismo Theravada que siempre ha estado presente en Laos desde Lan Xang.

## Conclusión
De los muchos templos que hay hoy en Vientián, Laos, Wat Ong Teu Mahawihan es uno de los más subestimados. Cada detalle que compone la composición de este monasterio tiene algún tipo de alusión a las enseñanzas o imagen de Buda. Desde los nagas que guardan la entrada hasta el pesado Buda en la parte trasera del sim en el templo, desde las ventanas y puertas talladas hasta las columnas de loto que sostienen el techo, Wat Ong Teu es una ilustración completa de la historia de Siddhartha meditando bajo el árbol Bodhi, lo que da una sensación a territorio sagrado.
Aunque no sea un símbolo internacional, Wat Ong Teu es más conocido como un instituto educativo que ofrece una enseñanza generalizada del budismo Theravada que se originó en la India. Como centro de aprendizaje, Wat Ong Teu continúa albergando las enseñanzas de los comienzos del budismo directamente del Buda, aunque las dos partes viven con siglos de diferencia.
En lo que respecta a Laos, la enseñanza de esta religión es lo que permitió a Francia interesarse por ellos, aunque su principal foco de atención era Vietnam. El nacionalismo lao llegó de los franceses en oposición a los japoneses. Todo esto surgió de los monasterios de Laos, incluido Wat Ong Teu.